# Tsjechische Technische Universiteit
De Tsjechische Technische Universiteit Praag (Tsjechisch: České vysoké učení technické v Praze, afkorting: ČVUT) is de oudste technische universiteit van Europa. Hij is gevestigd in de Tsjechische hoofdstad Praag.

## Geschiedenis
In het jaar 1705 verzocht Christian Josef Willenberg keizer Leopold I om toestemming om de ingenieurswetenschappen te mogen onderwijzen. Pas in 1717, toen keizer Jozef I aan de macht was, werd er ingestemd. Aan het begin gaf Willenberg les aan twaalf studenten in zijn huis, maar de opleiding groeide snel. In 1779 waren er 200 studenten. De opvolger van Willenberg was Jan Ferdinand Sochor, en zijn opvolger František Antonín Herget.
In 1806 werd de school omgevormd tot het zogenaamde "Polytechnika" (technische school). Gerstner werd daarbij door de kort daarvoor in Parijs opgerichte École Polytechnique geïnspireerd. In eerste instantie werd het een deel van de Karelsuniversiteit, maar in 1815 werd het Polytechnika zelfstandig.
In 1863 kreeg het Polytechnika de status van hogeschool en werd het opgedeeld in vier afdelingen: hoogbouw, water- en stratenbouw, machinebouw en technische chemie. Het onderwijs werd gegeven in zowel de Duitse als de Tsjechische taal. Dit leidde echter tot onenigheid, wat ervoor zorgde dat de instelling in 1869 werd opgedeeld in een Duitstalig en een Tsjechischtalig instituut. Het Tsjechische instituut vestigde zich in 1874 in een nieuw gebouw aan het Karelsplein (Karlovo náměstí). In 1875 werden beide instituten eigendom van de staat.
Na de stichting van de Eerste Tsjechoslowaakse Republiek werd de school in 1920 weer samengevoegd. De nieuwe naam van de school werd "Tsjechische Technische Universiteit" (České vysoké učení technické). Tijdens de Tweede Wereldoorlog werd de school gesloten door de Duitse bezetter.
Tegenwoordig is de universiteit opgedeeld in een zevental faculteiten.

## Faculteiten
- Faculteit voor bouwkunde
- Faculteit voor machinebouw
- Faculteit voor elektrotechniek
- Faculteit voor nucleaire technologie en natuurtechnische wetenschappen
- Faculteit voor architectuur
- Faculteit voor transportwetenschappen
- Faculteit voor biomedische techniek

Aalborg ·
Aken ·
Barcelona ·
Belgrado · 
Berlijn · 
Boedapest · 
Boekarest · 
Braunschweig · 
Brno ·
Darmstadt ·
Delft ·
Dresden ·
Dublin ·
Enschede · 
Gdańsk · 
Gent ·
Glasgow · 
Göteborg ·
Graz ·
Grenoble ·
Guildford · 
Haifa ·
Hannover ·
Helsinki ·
Istanboel ·
Karlsruhe ·
Kaunas ·
Lausanne ·
Leuven ·
Lissabon ·
Lissabon NOVA ·
Louvain-la-Neuve ·
Lund · 
Lyon ·
Madrid ·
Milaan ·
Parijs-Saclay ·
Parijs ParisTech ·
Porto ·
Poznań ·
Praag ·
Riga ·
Sheffield · 
Stockholm ·
Stuttgart ·
Tallinn ·
Tomsk ·
Trondheim ·
Turijn ·
Valencia ·
Warschau ·
Wenen ·
Zürich